# Asteelflash Group
Asteelflash Group est une société holding regroupant des entreprises industrielles  spécialisées dans les services de sous-traitance électronique. Créée en 1999 par Gilles Benhamou, ses résultats en font un acteur significatif de l'industrie des EMS. En 2019, elle occupe le premier rang en France, le deuxième rang européen, derrière Zollner (de) (Allemagne), et en 2018, la vingtième-et-unième place mondiale, derrière des concurrents tels que Flextronics (Singapour), Jabil (États-Unis), Benchmark (États-Unis), Plexus (États-Unis) ou même Foxconn (Taïwan).
L'entreprise est actuellement présente sur dix-huit sites répartis dans huit pays sur quatre continents, et emploie environ 5 700 personnes.

## Histoire
L'entreprise Asteel a été fondée à Paris en 1999 par Gilles Benhamou, actuel PDG du groupe Asteelflash, en rachetant le sous-traitant Serixel, dont l’actionnaire principal France Essor était détenu par Michel Yves Bolloré, et connaissait quelques difficultés à se maintenir sur le marché du fait de l’évolution rapide des technologies de fabrication. Très rapidement, l'EMS français s'impose comme leader du secteur sur le territoire national grâce à une stratégie de croissance par fusion-acquisition.
L'entreprise procède bientôt à de nombreux rachats d'entreprises concurrentes à l'étranger, d'abord en Tunisie (à Mégrine ainsi qu'à Fouchana) et au Royaume-Uni (à Bedford, en Angleterre).
En 2008, Asteel renforce encore cette dimension internationale en acquérant Flash Electronics, acteur majeur de la sous-traitance électronique fondé aux États-Unis en 1994 et basé à Fremont, en Californie, ainsi qu'à Suzhou, dans la province du Jiangsu, en Chine,. Cette acquisition voit la naissance d'Asteelflash Group dans sa forme actuelle.
Le groupe a coontinué ensuite à accroître ses implantations grâce à l'acquisition en 2012 de l'américain Catalyst Manufacturing Services Inc., implanté à Raleigh, en Caroline du Nord, et à Tijuana, dans l'état mexicain de Basse-Californie.
Ce tropisme international ne détourne pourtant pas Asteelflash de ses velléités de leadership régional. Aspirant à devenir numéro un sur le marché européen, les acquisitions se poursuivent aussi bien en France, avec le rachat en 2011 de TES Electronic Solutions à Langon (Ille-et-Vilaine), qu'en Allemagne et en République Tchèque, avec l'acquisition en 2012 de EN ElectronicNetwork,,.
Asteelflash Group est en 2015 le troisième EMS européen, derrière Zollner (de) (Allemagne) et PKC Group (Finlande). La concurrence est composée de géants du secteurs comme Flextronics (Singapour), Jabil (États-Unis) ou même Foxconn (Taïwan), et d'autres grands groupes comme Benchmark (États-Unis), Plexus (États-Unis) ou Zollner (de) (Allemagne), actuel numéro un européen. Il est , toujours en 2015 au vingt-troisième rang mondial, derrière Zollner (de) (Allemagne) et PKC Group (Finlande).

## Activités

### Généralités

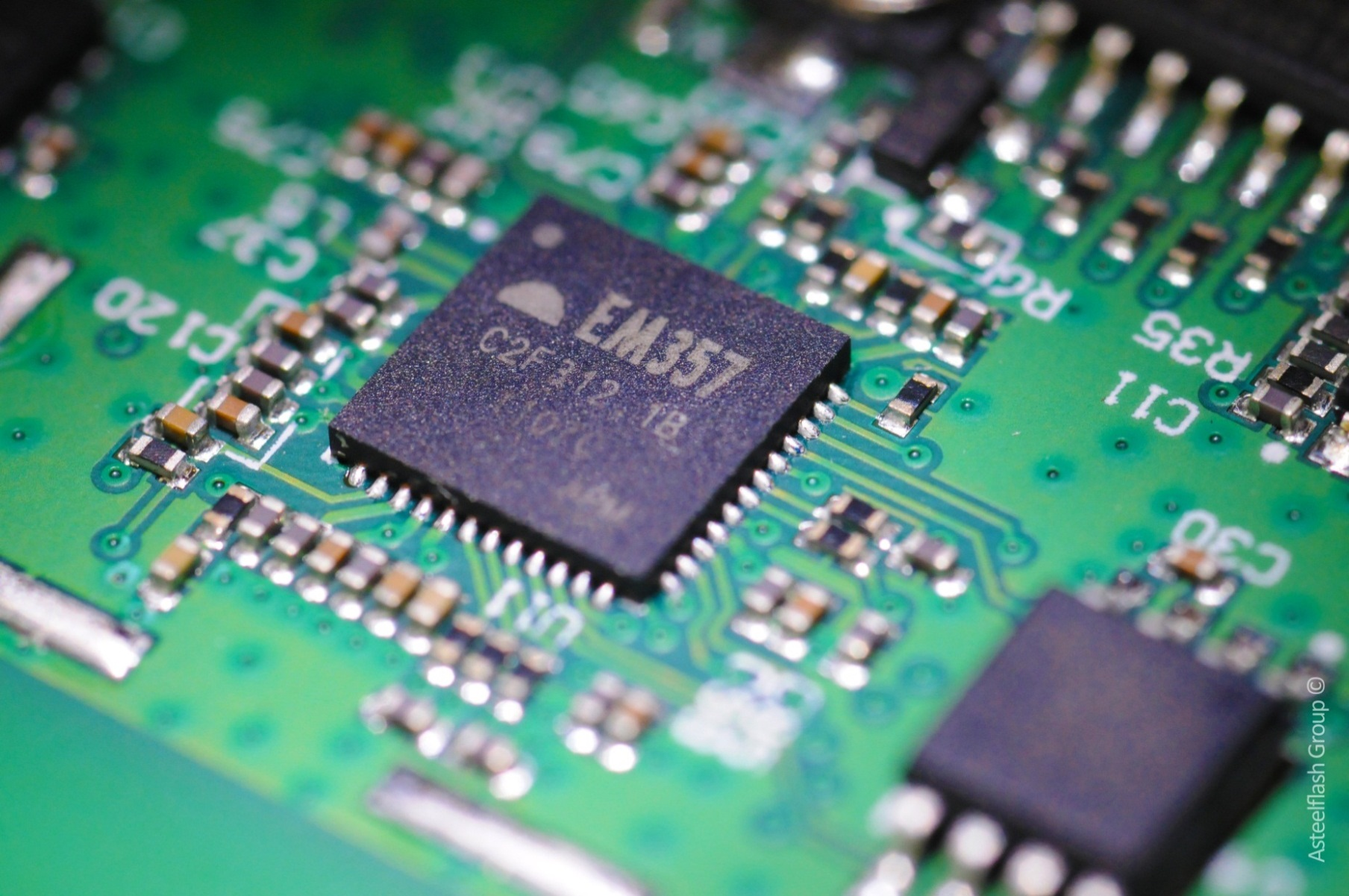
L'assemblage de circuits électroniques (ou PCBA) est le cœur de métier d'un EMS

En tant qu'EMS, Asteelflash group fabrique pour le compte de  donneurs d'ordres des produits électroniques divers. Son activité se concentre à ce titre sur l'assemblage de composants électroniques et circuits imprimés (PCBA) selon la technique de montage en surface (ou Surface-mount technology, SMT) et la technologie dite through hole (ou Through-hole technology, THT).
L'émergence de l'industrie de la sous-traitance électronique est liée à l'externalisation par les donneurs d'ordres de la production des composants électroniques intégrés à leurs produits. Cette tendance s'explique par l'entrelacs de deux facteurs : la détention du savoir-faire et la maîtrise des coûts.
Les progrès techniques et technologiques de ces dernières décennies vont de pair avec une complexification de leurs matériaux, appelant donc le développement de nouvelles compétences et des moyens adéquats nécessaires à leur mise en œuvre. C'est donc afin de se concentrer sur leur activité traditionnelle, ou cœur de métier, que les donneurs d'ordres ont commencé à externaliser la production de leurs composants de hautes technologies.
La filière électronique étant en effet un secteur à faibles marges (low-margin business), l'impératif de rentabilité commande aux entreprises du secteur d'écouler les plus grands volumes possible. Or, grâce à leurs nombreux clients, les EMS ont justement cette capacité à mettre en place des stratégies efficaces de gestion de la chaîne logistique, c'est-à-dire à optimiser l'achat des composants électroniques et des pièces à plan (drawing part), ainsi qu'à rationaliser l'utilisation des moyens et forces de production, et donc à produire au meilleur coût.
En se déchargeant de cette production, les entreprises ont par ailleurs progressivement perdu l'expertise nécessaire, rendant la sous-traitance d'autant plus indispensable.
De plus, à l'heure où, dans le contexte de la mondialisation, la tendance est à la transnationalisation des entreprises, les multinationales (qui sont les donneurs d'ordres) apprécient de pouvoir s'appuyer sur des sous-traitants très réactifs et à l'empreinte globale, c'est-à-dire aptes à produire et assembler au plus près des marchés cibles. On observe en effet une diminution inexorable du temps de lancement des nouveaux produits (time to market, TTM), ainsi que de leur durée de vie.

### Vers une tertiarisation du secteur
C'est dans cette perspective d'optimisation continue que les EMS tendent à devenir aussi des entreprises de services, capables d'intervenir dès la conception des nouveaux produits. Il s'agit de concevoir des produits dont le design est conçu d'emblée pour l'entrée en production, la massification de la production et le déploiement des tests.
Ces services constituent une précieuse valeur ajoutée : il arrive en effet que les EMS reçoivent des nomenclatures (ou Bill of materials, BOM) obsolètes ou qu'ils doivent produire des pièces conçues par les donneurs d'ordres ou leurs partenaires en dehors de toute considération des contraintes inhérentes à l'environnement de production, et donc vouées à ne pas (ou mal) fonctionner, voire à ne pas pouvoir être fabriquées. 
Un nouveau design peut alors s'avérer nécessaire, impliquant des délais et des frais supplémentaires pour tous les acteurs. En effet, un nouveau design implique par exemple de lancer une nouvelle Request For Quotation (RFQ). C'est donc afin d'améliorer l'efficacité sur ses lignes de montage et de pouvoir proposer le meilleur produit au meilleur coût dans les meilleurs délais à ses clients qu'Asteelflash propose désormais de façon systématique ses services d'aide à l'industrialisation.

## Organisation

### Les solutions de proximité etlow cost
La croissance externe d'Asteelflash a été motivée par le désir de pouvoir servir le client au plus près de son marché cible. Ceci permet d'abord une interaction forte entre l'EMS et le donneur d'ordres, atout non négligeable lorsqu'il s'agit de mettre en place des processus industriels complexes, du design à la fin de vie, en passant par les prototypes et le ramp up. Une bonne communication entre le client et son donneur d'ordre est la clé de la production optimale du meilleur produit au meilleur coût dans les meilleurs délais.
Le fait qu'Asteelflash privilégie une production dite high-mix, low-volume, c'est-à-dire produise des pièces très diversifiées en petites quantités, est également un élément déterminant dans l'implantation locale choisie par le groupe. Dans cette configuration, le coût de la main d'œuvre est secondaire. Ce modèle s'oppose à celui de groupes comme Foxconn ou Flextronics, spécialisés dans le low-mix, high-volume. Une présence dans de nombreux pays est aussi stratégique en ceci que la dynamique du secteur est telle qu'un acteur de l'industrie doit pouvoir faire montre d'une grande réactivité industrielle. Il est très fréquent que le design d'un produit doive être mis à jour très rapidement. La proximité permet de ne pas perdre de temps dans la gestion du cycle de vie du produit (ou product lifecycle management) et permet de réduire les temps - donc les coûts - de transport. Enfin, en proposant à l'échelle globale cette proximité constitutive de son identité, Asteelflash offre aux donneurs d'ordres l'opportunité de traiter avec un seul et même interlocuteur capable de produire pour eux dans le monde entier.
Tout au long de sa croissance, Asteelflash a cependant veillé à réserver certains de ses sites à la production à bas coûts. Le groupe dispose à ce jour d'au moins un site low cost par grande région, restant ainsi fidèle à sa démarche de proximité. Le site de Tijuana, au Mexique, fournit la région Amérique, les deux usines tunisiennes de Mégrine et Fouchana approvisionnent les marchés européens et moyen-orientaux, et l'implantation chinoise de Suzhou alimente la région Asie. Ces sites peuvent par ailleurs avoir vocation à absorber des productions en phase de massification après un rodage réalisé dans un site conventionnel. Dans ces différents pays, le coût du travail augmente cependant, et la qualité low cost de ces sites est amenée à devenir secondaire, l'enjeu de proximité prenant d'autant plus le relai qu'un marché intérieur s'y développe également. 
Environ la moitié de la production du groupe est actuellement assurée par ces sites.

## Segments d'activité
L'industrie électronique est appelée à connaître un essor toujours plus important et dans un nombre de secteurs toujours plus grand à l'heure où les processus de dématérialisation, de numérisation et d'interconnexion commencent à structurer notre quotidien. On peut parler d'une pénétration par l'électronique de l'ensemble des activités. 
Chaque entreprise organise sa production selon une segmentation pertinente eu égard à son carnet de commandes et à la stratégie qu'elle veut déployer. Asteelflash Group a ainsi identifié six segments.

### Industrie
Le secteur industriel regroupe une grande variété de clients à la demande très diversifiée. Il s'agit principalement de productions à faible volume. La flexibilité et la réactivité à l'échelle mondiale sont ici centrales. 
On retrouve dans ce segment les systèmes de sécurité et de surveillance, les appareils de mesure et de test, les systèmes de géolocalisation, les dispositifs de contrôle industriel, l'automation (ascenseurs, domotique, etc.), les imprimantes et terminaux de paiement ou encore l'électroménager. Ce segment représente environ 30 % du chiffre d'affaires réalisé par Asteelflash Group.

### Traitement de données
Le marchés des télécommunications filaires, sans-fil ou optiques et des réseaux d’entreprise évolue aussi vite qu'il augmente. Les EMS tels qu'Asteelflash Group sont sollicités pour la fourniture de routeurs, de commutateurs, d'équipements radio, à fibre optique et VoIP. Dans le cadre du service dit box build, un sous-traitant électronique peut par ailleurs réaliser la totalité de l'assemblage d'appareils (tels qu'une box internet) à partir des différents matériaux fournis par le donneur d'ordres et des composants qu'il aura lui-même conçus, et de livrer ainsi un produit fini et emballé. Asteelflash et ses concurrents disposent également de compétences en matière de conception, de production et de réparation des systèmes informatiques intégrés et de stockage hautement spécialisés. Il va sans dire que le modèle de stockage externalisé que permet l'informatique en nuage (ou cloud computing) et qui est en train de s'imposer constitue un levier de croissance très important pour ce segment. 
Ce segment représente environ 28 % du chiffre d'affaires réalisé par Asteelflash Group.

### Défense, aéronautique et aérospatiale
Depuis l'apparition des tableaux de bord électroniques sur l'Airbus A320 en 1994, la part de l'électronique embarquée dans les aéronefs a cru sans cesse. Les composants électroniques occupent désormais une place essentielle aussi bien dans les systèmes avioniques qu'en cabine. 
La production de tels composants est hautement sensible en raison de l'environnement sévère dans lequel ils sont amenés à être utilisés, ainsi que des enjeux de sécurité et de sûreté inhérents au secteur. Ces sites offrent des capacités de production hautement diversifiées pour de faibles volumes et sont soumis à des exigences de qualité et sécurité maximales. Les services de ressources humaines sont des acteurs précieux dans cette démarche. Compte tenu des importants enjeux stratégiques et sécuritaires que revêtent les applications militaires des produits sous-traités par les donneurs d'ordres des secteurs de la défense et de l'aérospatiale, seuls les sites certifiés DAAT sont susceptibles d'être impliqués dans leur production. Les avions civils et militaires, les simulateurs, les missiles, les radars et les satellites sont autant d'appareils à la fabrication desquels les EMS peuvent participer. Ce segment représente environ 4 % du chiffre d'affaires réalisé par Asteelflash Group.

### Transports
L'électronique pénètre aujourd'hui l'ensemble des fonctionnalités automobiles, du confort passager (infotainment) et de l'aide à la conduite (systèmes ABS, ESP, et d'autres plus sophistiqués) à la visibilité (éclairage) et à la propulsion (comme avec les récents systèmes de mise en veille des moteurs) en passant par les circuits thermiques. 
Avec le développement de ce type de solutions, l'essor des véhicules hybrides et électriques de nouvelle génération ou encore l'apparition des voitures intelligentes et connectées, il va sans dire que l'industrie électronique, et les EMS en particulier, est amenée à être de plus en plus sollicitée.
On estime qu'en 2015, les composants électroniques représentent déjà 40 % de la facture globale des composants automobiles, alors que cette part était inférieure à 20 % il y a seulement 10 ans. De fait, les innovations dans le secteur automobile sont aujourd'hui à 90 % des innovations électroniques.
Le transport ferroviaire connaît une croissance liée à un désir d'équipement en réseaux de tramway, de métro et surtout de lignes à grande vitesse, ainsi qu'au renouvellement (notamment à l'automatisation) de l'existant. Pour des raisons évidentes de congestion des axes routiers et d'empreinte environnementale (puis, à terme, de coûts), le fret ferroviaire est amené à se développer au sein de réseaux transnationaux maillés de plates-formes multimodales performantes, largement automatisées et déployant une grande quantité d'électronique.
Parmi les produits manufacturés par les EMS, on peut citer les différents systèmes embarqués, les batteries et chargeurs pour véhicules électriques, l'infotainment, les systèmes de navigation, les commandes d'éclairage, etc. Les donneurs d'ordres sont souvent des équipementiers automobiles tels que Valeo.
L'expertise des firmes européenne dans l'automobile, qu'il s'agisse des constructeurs (comme PSA Peugeot Citroën, Renault-Nissan, Volkswagen ou Fiat Group) ou des équipementiers (comme Valeo, ZF Friedrichshafen ou Robert Bosch), ainsi que dans la technologie ferroviaire et de la grande vitesse en particulier (avec Alstom et Siemens par exemple) constitue un réel atout pour les EMS européens bien implantés sur le continent.
Ce segment représente environ 15 % du chiffre d'affaires réalisé par Asteelflash Group.

### Management de l'énergie
Le développement des nouvelles technologies couplé à la nécessité impérieuse d'agir face au réchauffement climatique font de l'industrie électronique un acteur clé du développement durable, et plus particulièrement du management de l'énergie. La tendance est en effet au renouveau de la domotique et à la généralisation à toutes les échelles de l'utilisation de technologies de l'information et de la communication (TIC) : la maison intelligente (smart home) a ainsi vocation à s'intégrer dans une ville intelligente (smart city), maillon d'un réseau de distribution d'électricité intelligent (smart grid). Il s'agit en fait de mettre en réseau, de coordonner et d'automatiser les instances de génération, de consommation et de stockage à des fins d'optimisation de la consommation d'énergie, de baisse des coûts et d'augmentation du confort pour l'usager. En pratique, les EMS peuvent être amenés à concevoir des compteurs intelligents, des capteurs, des batteries de toutes tailles, de nouvelles solutions d'éclairage et des serveurs. Ce segment représente environ 18 % du chiffre d'affaires réalisé par Asteelflash Group.

### Médical
Le secteur médical voit non seulement une explosion de la demande globale, tirée par les pays émergents dont l'équipement accuse de réelles lacunes, mais aussi la sophistication de ses techniques traditionnelles ainsi que l'émergence de technologies innovantes où l'électronique occupe une place de choix. On assiste ainsi à une généralisation et à une sophistication des examens non invasifs - incluant l'imagerie médicale (IRM et scanométrie par exemple) et les diagnostics par électrographie (comme l'électromyographie ou l'électroencéphalographie) -, des traitements non invasifs (comme la radiothérapie, la radiochirurgie et l'ultrasonothérapie), et de la chirurgie mini-invasive grâce à de nouveaux robots.
Il faut également noter l'essor que connaît l'exploration de données (ou data mining), permise par leur abondance nouvelle due au boom du quantified self (ou self tracking). Si les applications mobiles et les outils connectés impliqués dans cette collecte de données sont considérés comme des objets pour les loisirs, leur pertinence médicale est loin d'être mésestimée : leur diffusion auprès d'un large public rend possible la collecte de données très nombreuses (et donc la constitution de précieux échantillons), l'aspect quantitatif permettant par ailleurs d'objectiver le discours des patients lors des essais cliniques.
La France jouit d'une bonne image dans l'innovation médicale et le secteur a tendance à produire sur le territoire national. La hauteur des exigences des organismes de réglementation américains et européens y incite particulièrement. C'est pourquoi des EMS tels qu'Asteelflash ont tout intérêt à maintenir une implantation productive forte en France. Ce segment représente environ 5 % du chiffre d'affaires réalisé par Asteelflash Group.

## Asteelflash dans le monde
L'entreprise emploie actuellement environ 5 700 personnes et dispose de 180 000 m2 de surface de production dans dix-huit sites répartis dans huit pays sur quatre continents.
Asteelflash Group organise ses activités selon cinq régions (Amériques, Europe de l'Ouest, Afrique Europe de l'Est et Asie-Pacifique), chacune étant pourvue d'au moins un site de production à bas coûts.

### Amériques
- États-Unis
  - Raleigh (Caroline du Nord) : 7 900 m2
  - Fremont (Californie) : 20 400 m2
- Mexique
  - Tijuana (Basse-Californie) : 7 400 m2, low cost

### Europe de l'Ouest
- France (36 500 m2, 900 collaborateurs)
  - AF Alençon : Valframbert (Orne)
  - AF Atlantique 
    - AF Redon : Sainte-Marie (Ille-et-Vilaine)
    - AF Langon : Langon (Ille-et-Vilaine)

  - AF Normandie : Saint-Etienne du Rouvray (Seine-Maritime)
  - AF Centre : Domérat (Allier)
  - AF Est : Duttlenheim (Bas-Rhin)
  - AF Lorraine : Cleurie (Vosges)
  - AF Île-de-France : Mercin-et-Vaux (Aisne)
- Royaume-Uni
  - Bedford (Bedfordshire, Angleterre) : 5 100 m2, 135 collaborateurs

### Afrique
- Tunisie
  - Mégrine (Ben Arous) : 8 000 m2, 600 collaborateurs, low cost
  - Fouchana (Ben Arous) : 7 000 m2, 380 collaborateurs, low cost

### Europe de l'Est
30 500 m2, 700 collaborateurs
- Allemagne
  - AF Bonn : Bornheim (Rhénanie-du-Nord-Westphalie)
  - AF Hersfeld : Bad Hersfeld (Hesse)
  - AF Eberbach : Eberbach (Bade-Wurtemberg)
- République Tchèque
  - Pilsen (Pilsen)

### Asie-Pacifique
- Chine
  - Suzhou (Jiangsu) : 103 600 m2, 1 900 collaborateurs, low cost

## Harmonisation des process au sein du groupe

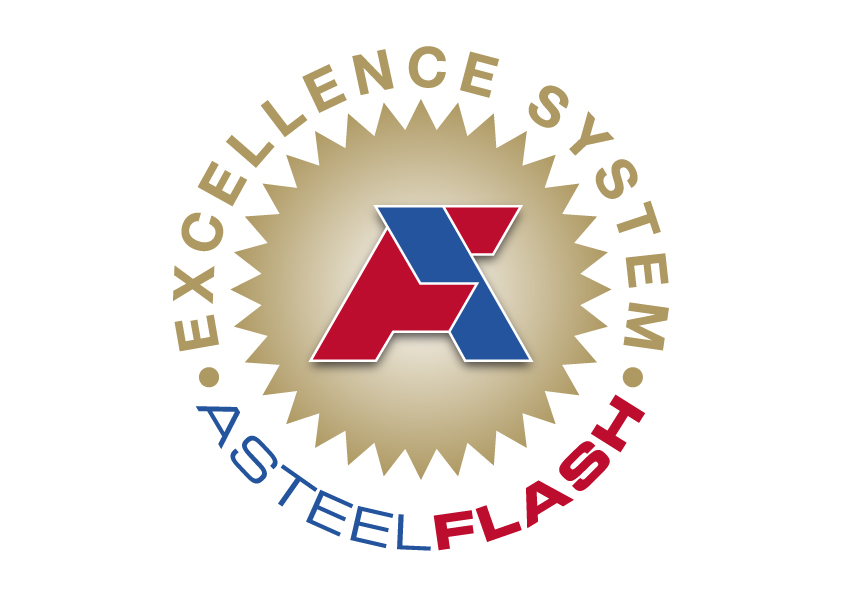

Le modèle de croissance externe choisi par Asteelflash a très vite rendu nécessaire la mise en place d'un programme destiné à éviter que le groupe ainsi constitué ne soit qu'un amalgame composite à l'efficacité aléatoire et à l'identité d'entreprise peu affirmée. L'Asteelflash Excellence System est le nom donné en interne à ce processus d'uniformisation et de rationalisation des processus. Ce programme comprend la promotion des services de technologie et de design, le développement de procédures de qualités très exigeantes au sein de tous les sites, une application renforcée du lean manufacturing et le déploiement de stratégies globales innovantes de gestion des ressources humaines. Le cinquième et dernier pilier de cette politique consiste à globaliser et optimiser la gestion de la chaîne logistique. En centralisant ses achats de composants et en ayant une visibilité en temps réel sur l'ensemble de ses stocks, le groupe peut, d'une part, se prémunir de façon optimale contre les pénuries, fréquentes dans le secteur, et éviter d'être trop tributaire des fournisseurs, dont les délais d'approvisionnement peuvent être très longs. D'autre part, avec un volume d'achat supérieur, l'entreprise bénéficie d'un poids plus important dans les négociations qu'elle mène avec ses fournisseurs et peut obtenir sa matière première au meilleur coût.
Ce dernier volet du programme voit l'implication d'une équipe d'ingénieurs spécialisés, chargés d'implémenter partout les mêmes solutions de Product Lifecycle Management (PLM), d'Enterprise Resource Planning (ERP) et de Manufacturing Execution System (MES).